# Ruta departamental AN-106
La carretera Yungay-Llanganuco-Yanama-Llacma, oficialmente Ruta departamental AN-106, es una carretera afirmada que recorre la provincia de Yungay, de este a oeste, uniendo a las ciudades de Yungay y Yanama. También beneficia de manera indirecta a las provincias de Mariscal Luzuriaga y Pomabamba en el departamento peruano de Áncash.
La vía recorre la zona central del parque nacional Huascarán circundando los nevados Huascarán, Chopicalqui, Huandoy, haciendo posible la unión del Callejón de Huaylas y la Sierra Oriental de Áncash mediante el paso Portachuelo que atraviesa la Cordillera Blanca a 4550 m s. n. m.

### Bicicleta de montaña
Forma parte del circuito de bicicleta de montaña Vuelta al Huascarán, competición que se realiza anualmente y en que se recorren más de 300 km de carreteras en el parque nacional Huascarán.